# السفارة السعودية في البوسنة والهرسك
سفارة المملكة العربية السعودية في جمهورية البوسنة والهرسك، هي بعثة دبلوماسية سعودية تقع في العاصمة البوسنية سراييفو ويترأس البعثة سفير خادم الحرمين الشريفين أسامة بن داخل الأحمدي.

## وصلات خارجية
- موقع سفارة المملكة العربية السعودية السعودية في البوسنة والهرسك
- (بالعربية) وزارة الخارجية السعودية
- (بالإنجليزية) Ministry of Foreign Affairs of Kingdom of Saudi Arabia